# Bečov nad Teplou (zámek)
Bečov nad Teplou je zámek ve stejnojmenném městě v Karlovarském kraji. Postaven byl v barokním slohu v polovině 18. století, kdy převzal rezidenční funkci přilehlého hradu. Spolu s hradem je chráněn jako kulturní památka a od roku 1995 jako národní kulturní památka.

## Historie
Zámek byl vybudován v letech 1750–1753 v těsné blízkosti středověkého hradu v místě bývalého předhradí. Pro vybudování zámku bylo využito raně barokní opevnění, které navrhl Jan Lacron v období třicetileté války a z něhož byla realizovaná pouze malá část v podobě dělostřelecké bašty.
Dvoupatrový zámek, zvaný v dobových pramenech Nový nebo Dolní, nechal vybudovat v polovině 18. století tehdejší majitel bečovského panství Dominik Ondřej z Kounic. Architekt barokní budovy využil zmiňovanou baštu jako substrukci pro rozměrnou polygonální věžici a zachoval i renesanční portál předhradí z doby kolem roku 1540, který využil jako vstupní portál zámku. Přístup do něj byl realizován zděným mostem neseným osmi hranolovými pilíři. Na mostě jsou umístěny kamenné sochy Jana Nepomuckého a jezuitského světce Jana de Gotto z roku 1753.
Reprezentační sály a kaple zámku jsou situovány v polygonální věžici, zbylá část budovy sloužila obytným účelům. V roce 1861 byla přestavěna zámecká kaple, v letech 1861–1875 pak byly upraveny ostatní interiéry zámku za účasti architektů Josefa Zítka a Josefa Mockera.
Přilehlá zámecká terasovitá zahrada pochází až z druhé poloviny 19. století. Pod terasami se nachází rozsáhlá sklepení bývalého pivovaru z 18. století.

## Knihovna
Zámecká knihovna rodu Beaufortů obsahuje přes sedmnácti tisíc knih, z toho téměř padesát rukopisů (výhradně z devatenáctého a dvacátého století), dva tisíce starých tisků a zbývající knihy pochází z devatenáctého a první poloviny dvacátého století. Nejstarší knihy z šestnáctého až osmnáctého století jsou převážně ve francouzštině a obsahově se zaměřují na historii a geografii. Součástí knihovny je několik katalogů, z nichž poslední je z poloviny devatenáctého století a popisuje 3337 historických, genealogických, beletristických  a dětských knih. Zprávami doložený lístkový katalog je nezvěstný. Součástí fondu jsou také hudebniny z přelomu devatenáctého a dvacátého století, mapy a periodika.
Starší část knihovního fondu bývala uložena na zámku, zatímco novější knihy byly umístěny v tzv. Pluhovských domech na hradě. V roce 1950 byly obě knihovny sloučeny a část knih převedena na nové majitele. Germanistický seminář Univerzity Karlovy dostal 150 svazků, románský seminář Univerzity Karlovy 248 svazků a 28 svazků připadlo literární redakci nakladatelství Melantrich. Zbývající knihy byly převezeny na klášterecký zámek a do Bečova byly vráceny v roce 1956. Kvůli nevhodnému uložení je poté napadla plíseň. Po roce 1977 byly knihy očištěny a knihovna převezena do tepelského kláštera, kde zůstala do roku 1990. Poté se znovu vrátila do Bečova a zejména staré tisky byly umístěny v původních vyřezávaných skříních jako součást zámecké expozice.

## Expozice
V roce 1996 byla v nově opraveném zámku otevřena expozice gotického umění západních Čech. Od roku 2002 je součástí expozice restaurovaný románský relikviář svatého Maura, po českých korunovačních klenotech druhá nejcennější památka a vůbec nejvýznamnější románská klenotnická památka v České republice. Ten byl koncem osmdesátých let 20. století nalezen ukrytý pod podlahou v žalostném stavu. Expozice dokumentuje postup jeho náročné a komplexní restaurace.
| Rok  | Počet návštěvníků |
| ---- | ----------------- |
| 2015 | 65 801            |
| 2016 | 70 365            |
| 2017 | 74 438            |
| 2018 | 72 436            |

## Galerie

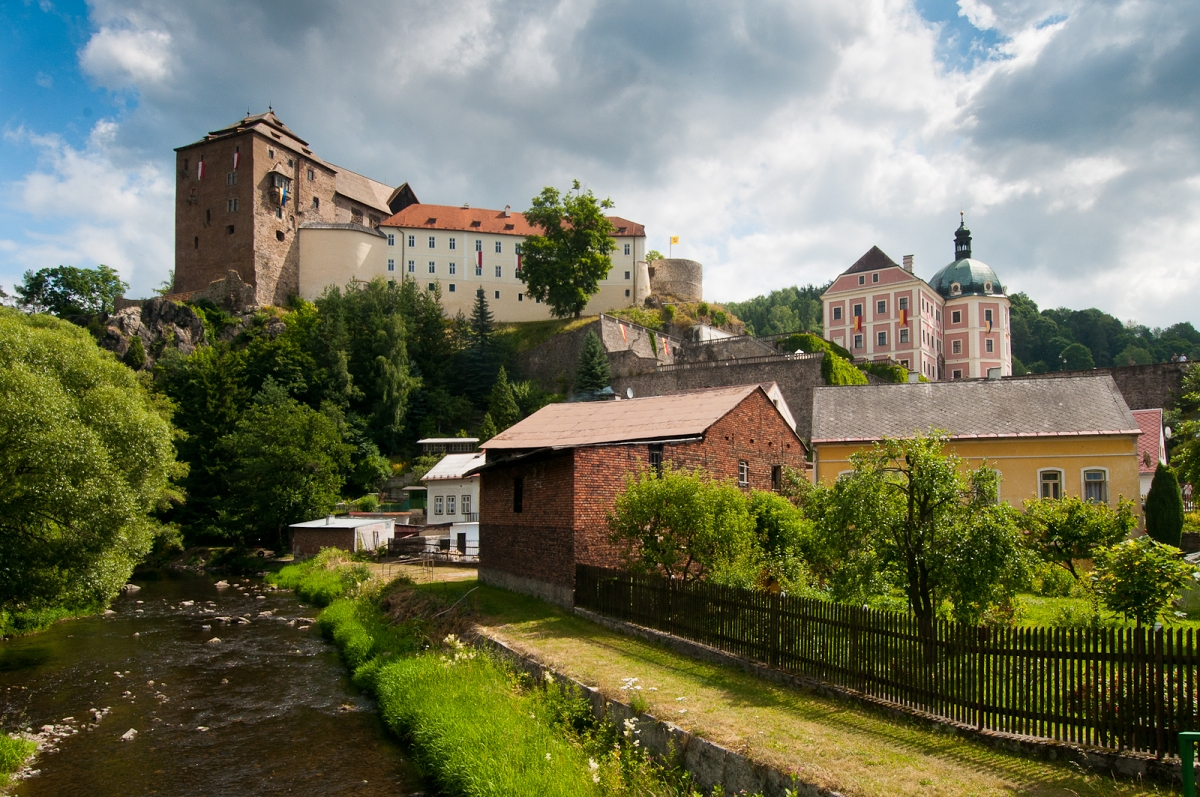
Pohled na hrad a zámek od řeky Teplé
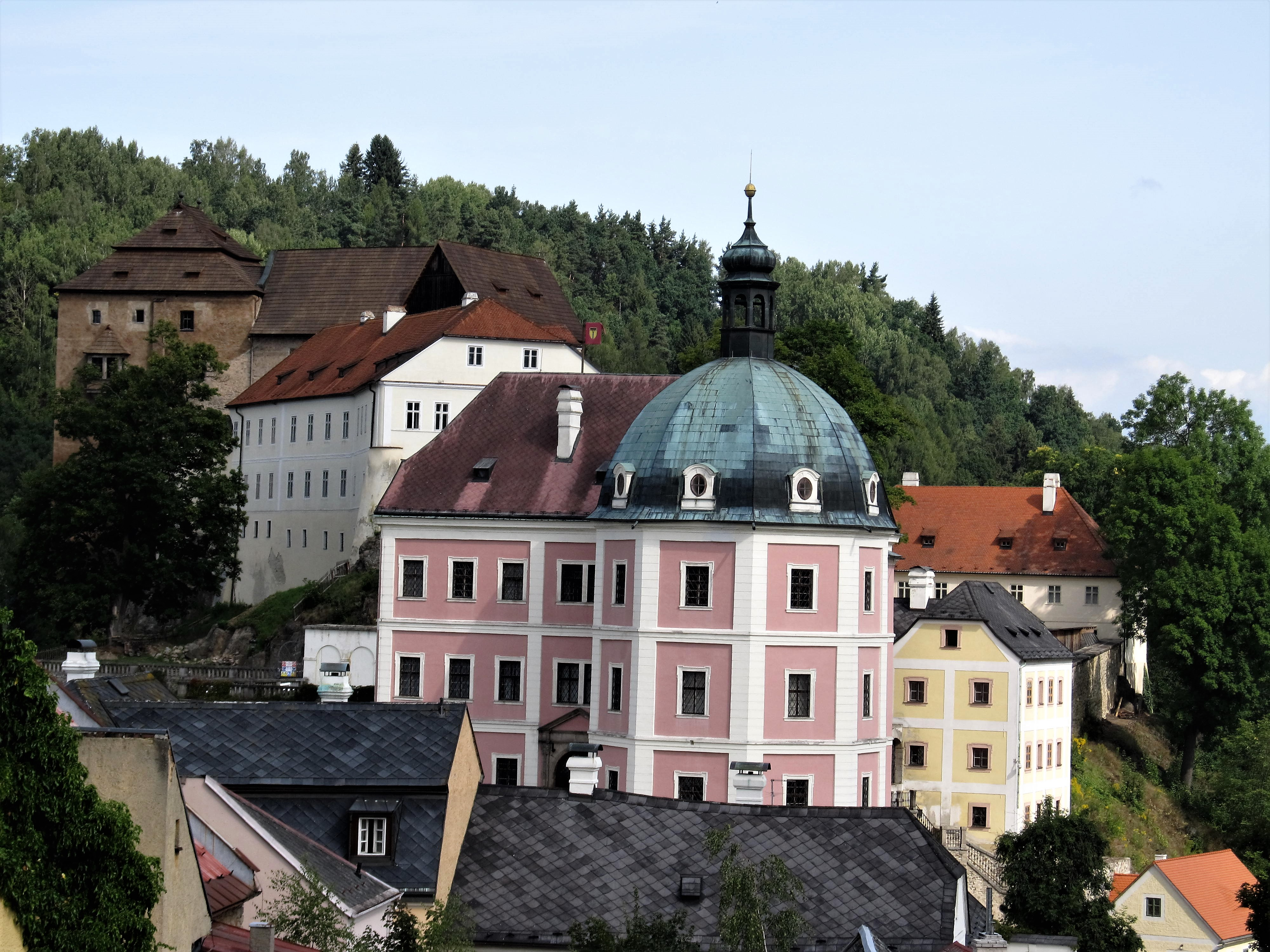
Zámek pohledem od kostela
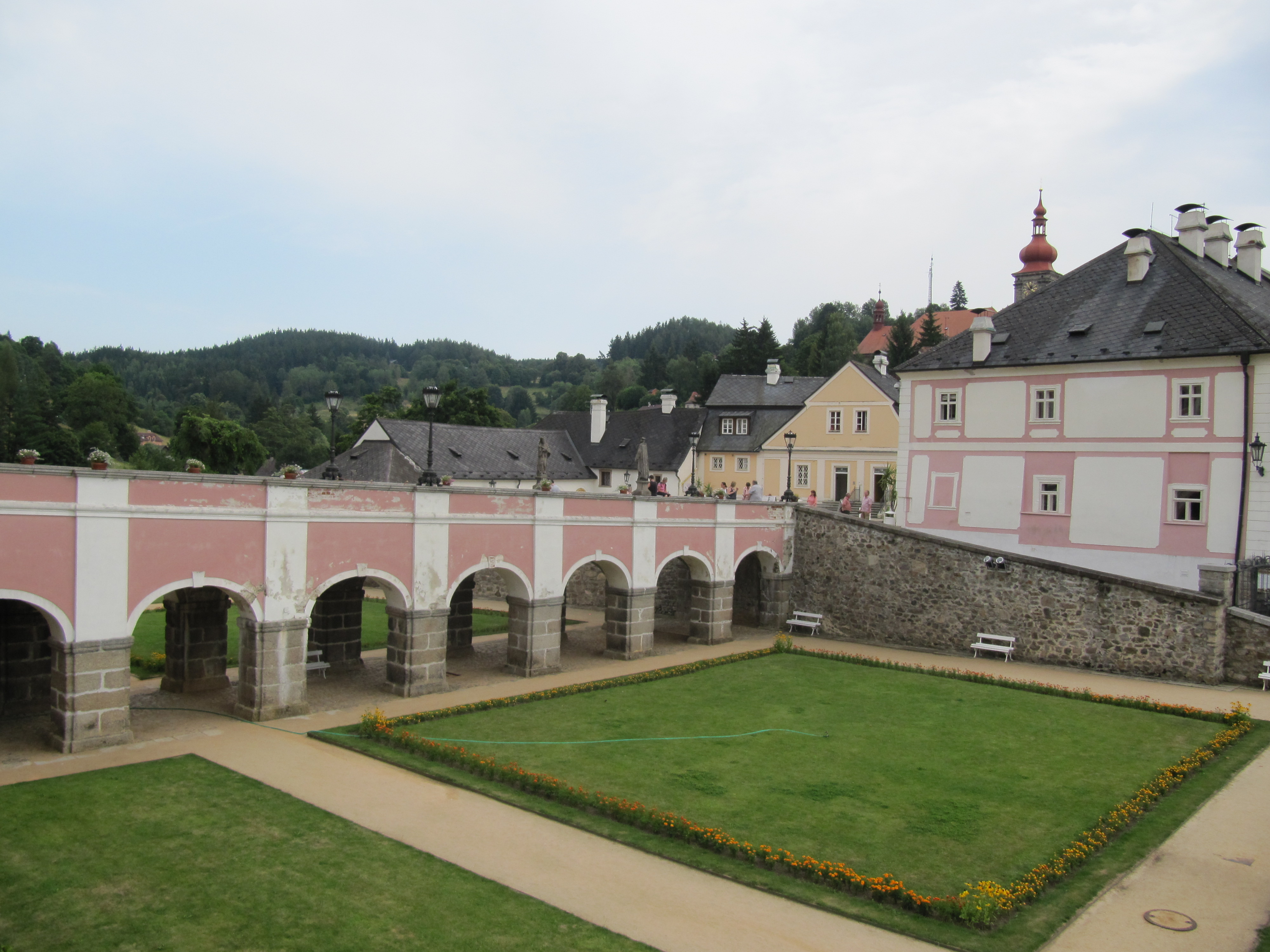
Zámecká zahrada
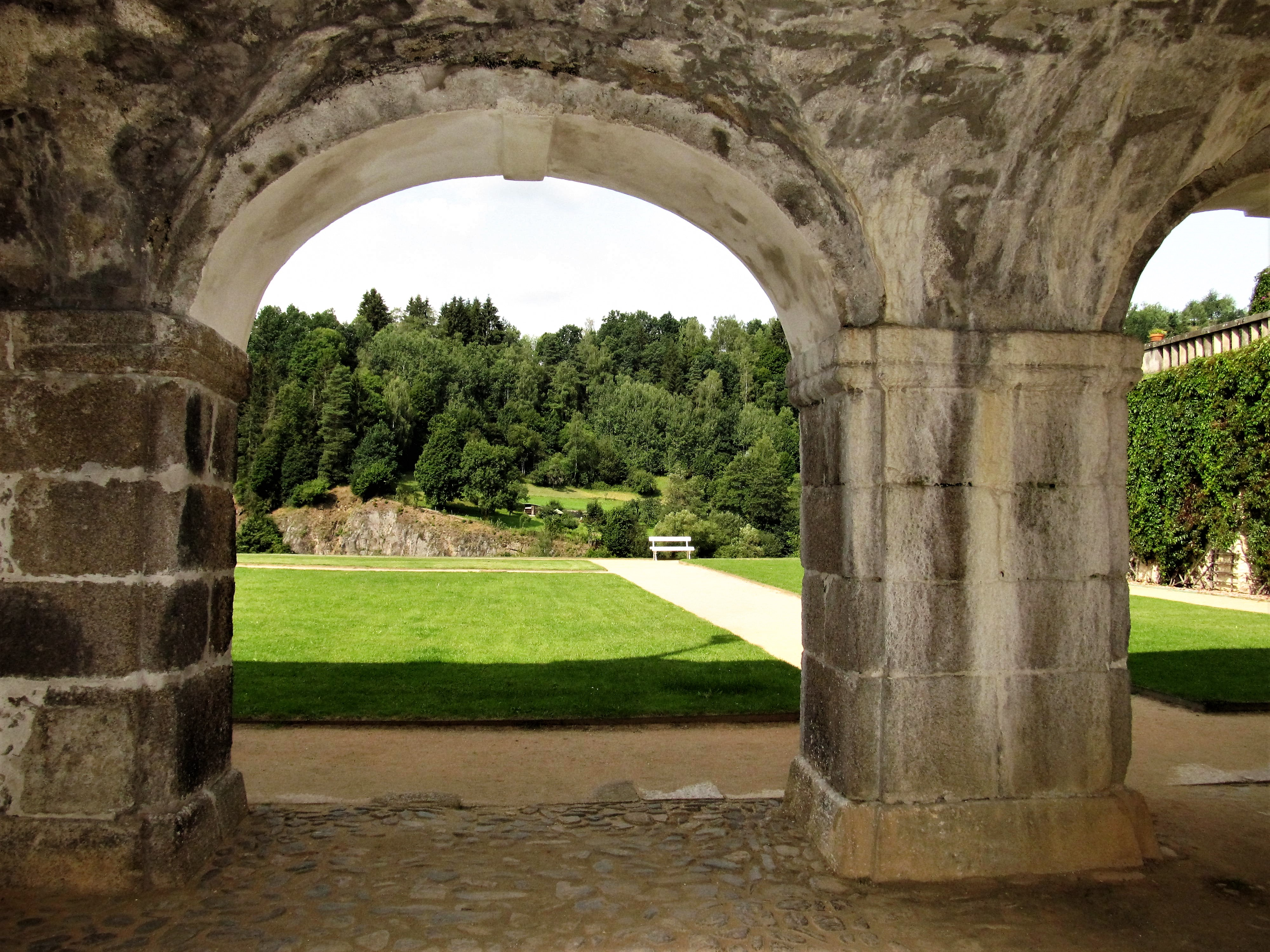
Zámecká zahrada pod mostem k zámku
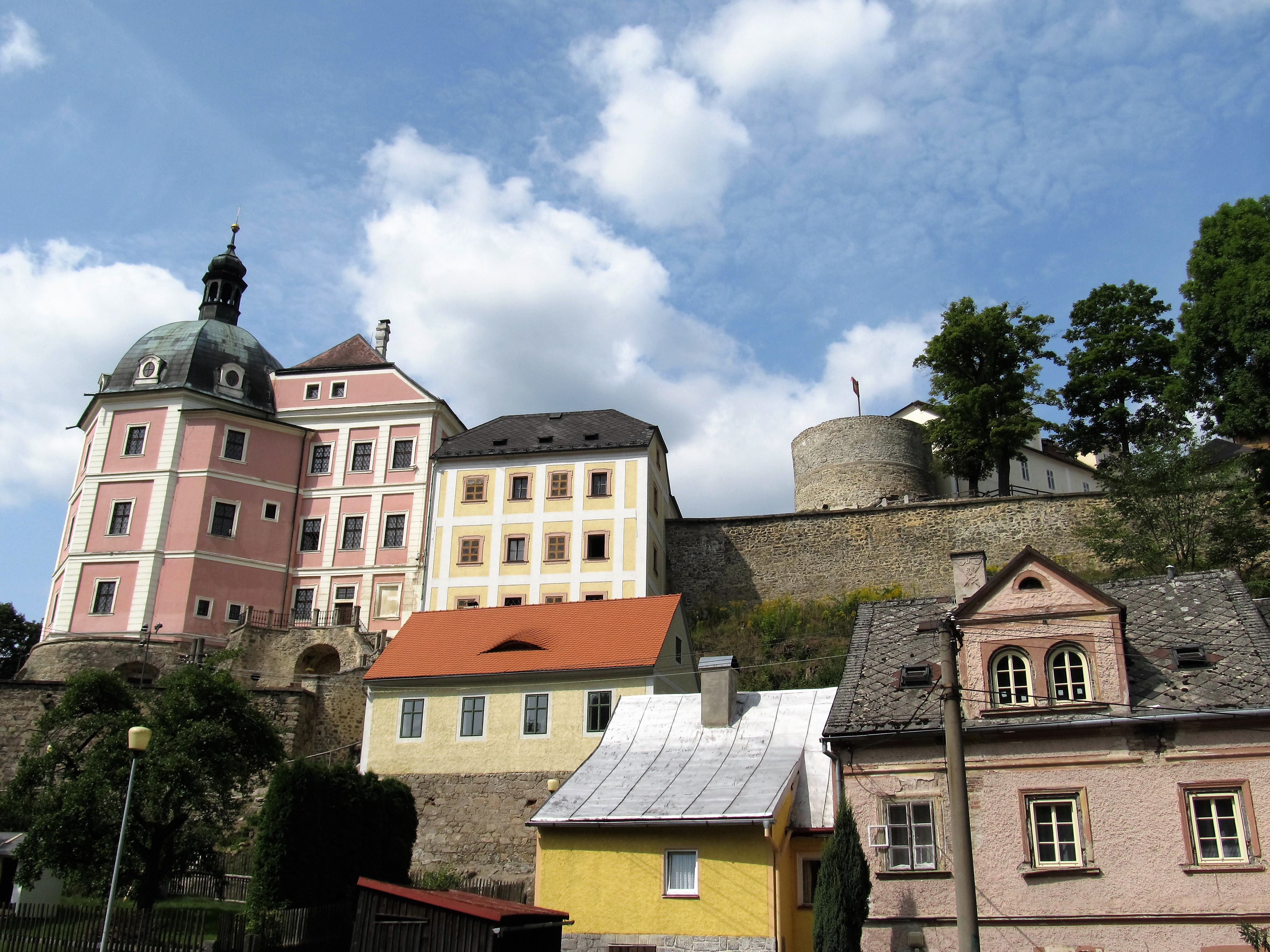
Zámek z Plzeňské ulice
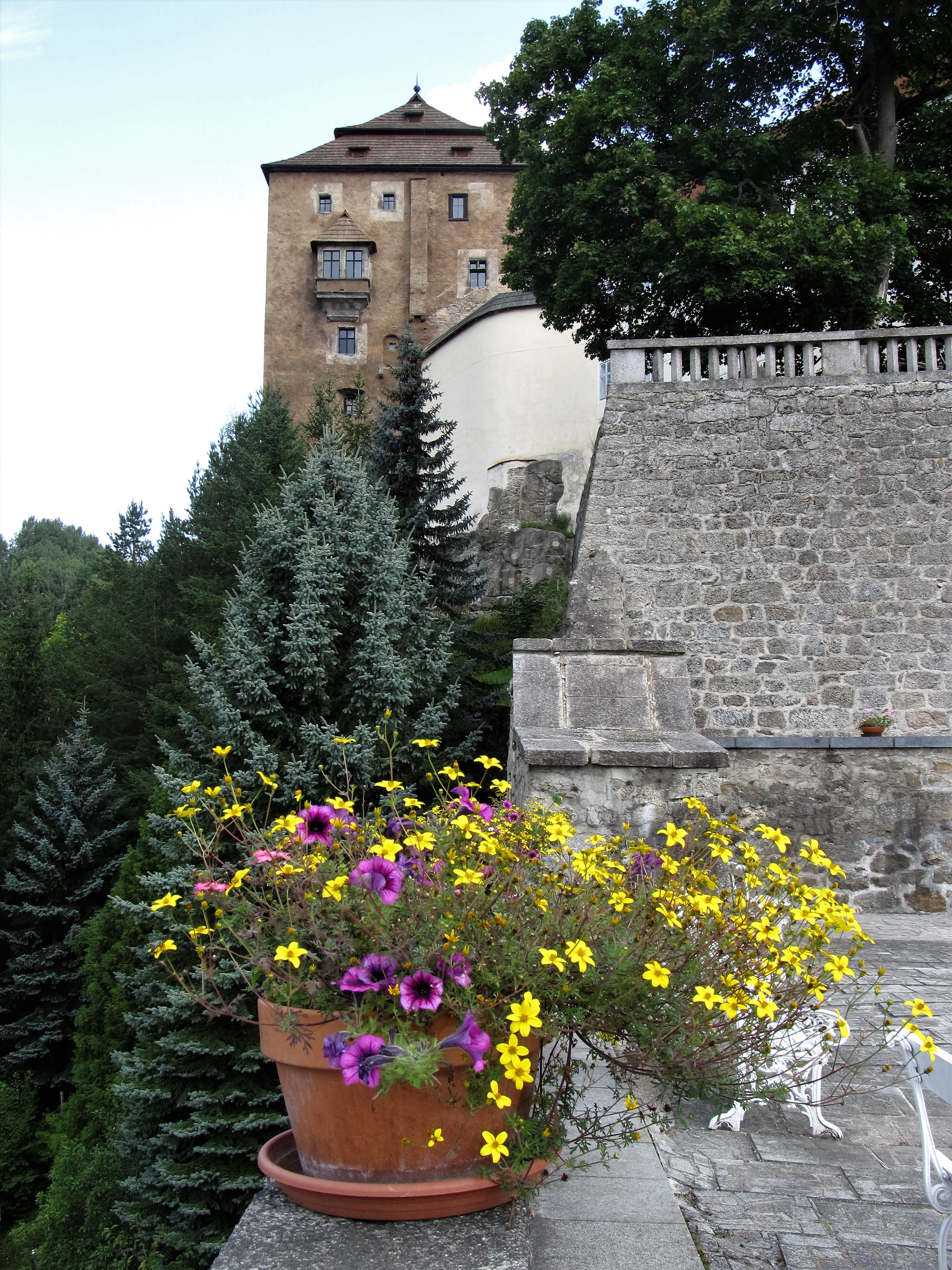
Hrad z horní terasy zámecké zahrady
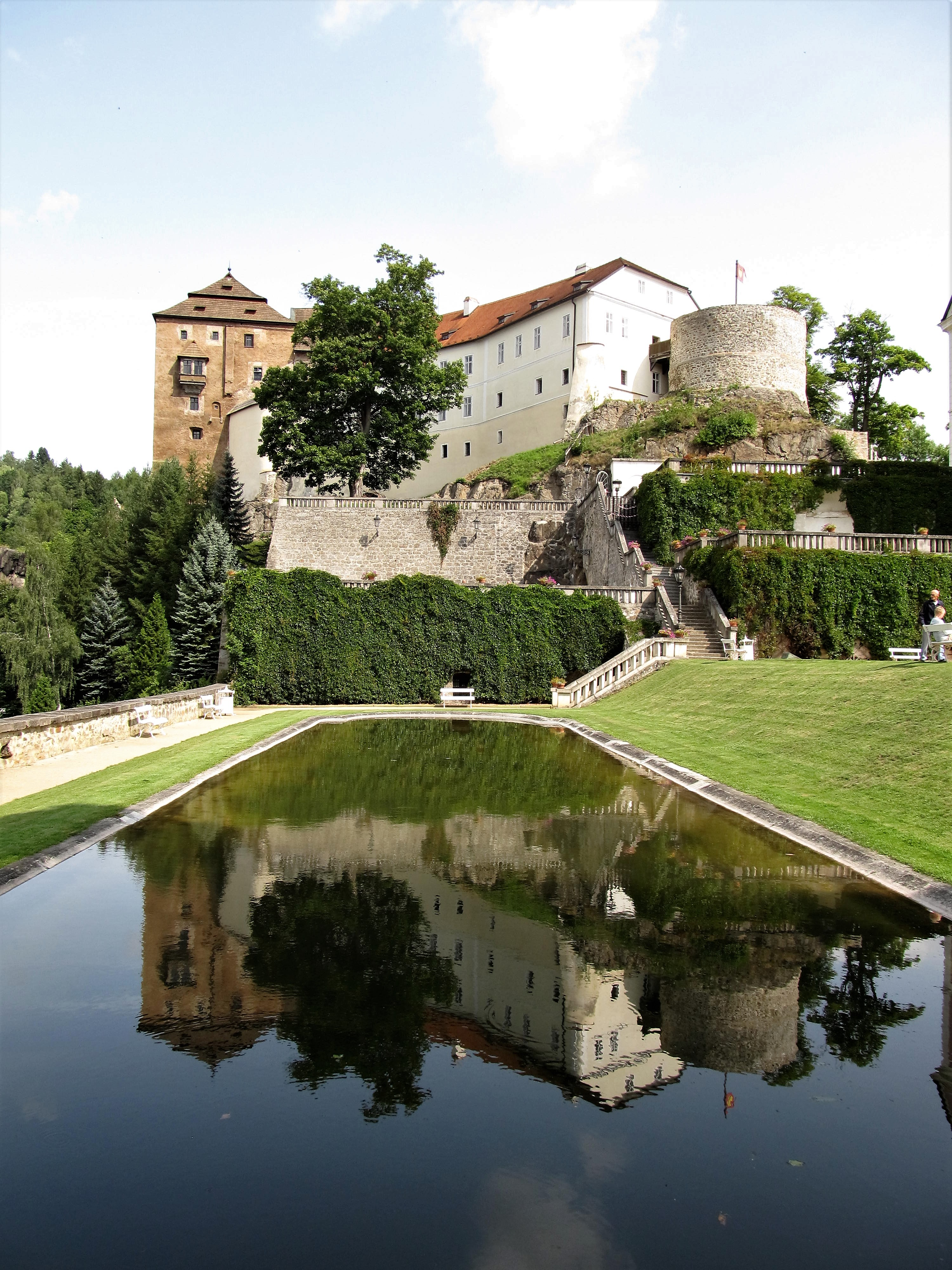
Zámecká zahrada
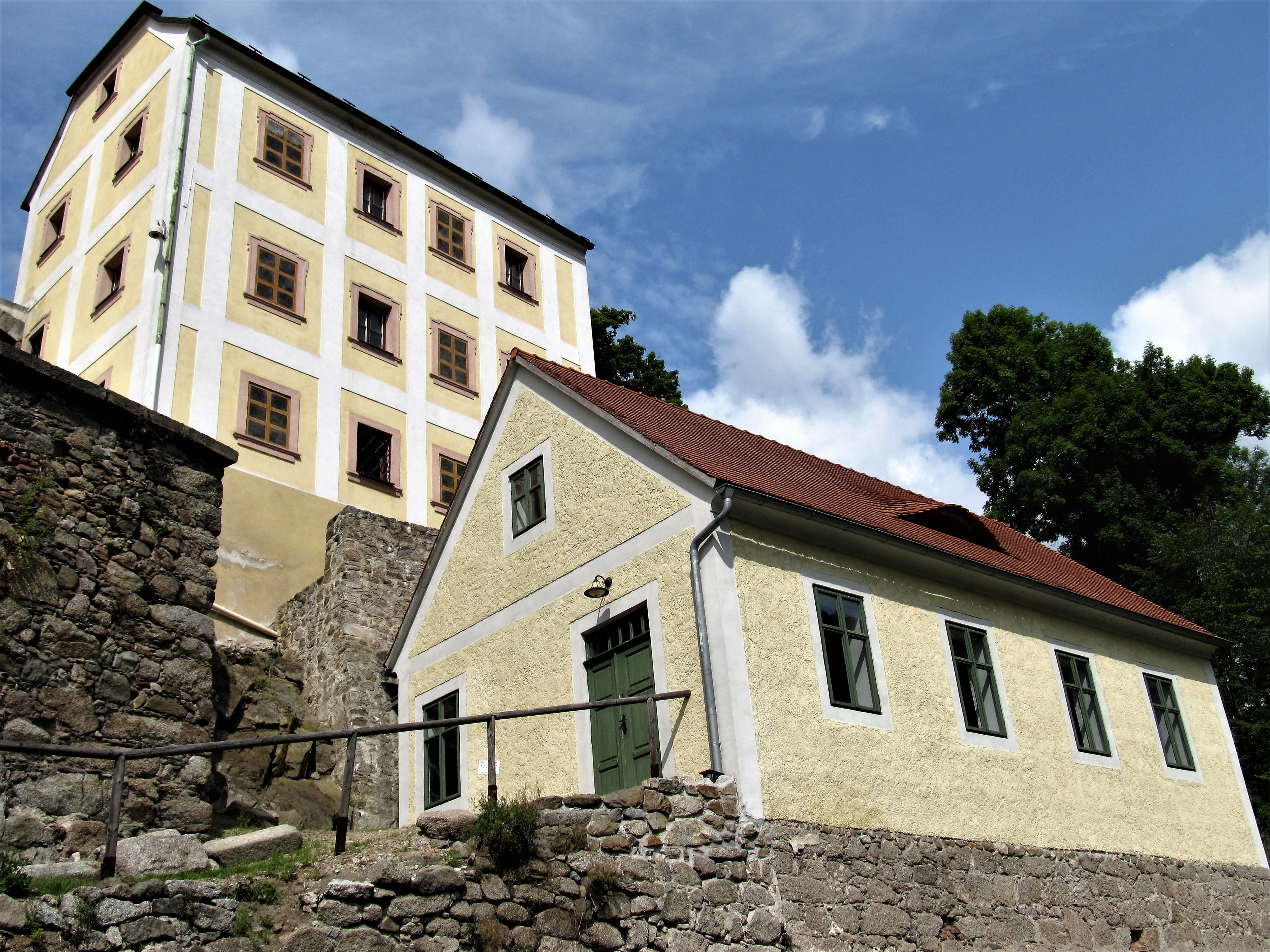
Starší část zámku z Plzeňské ulice
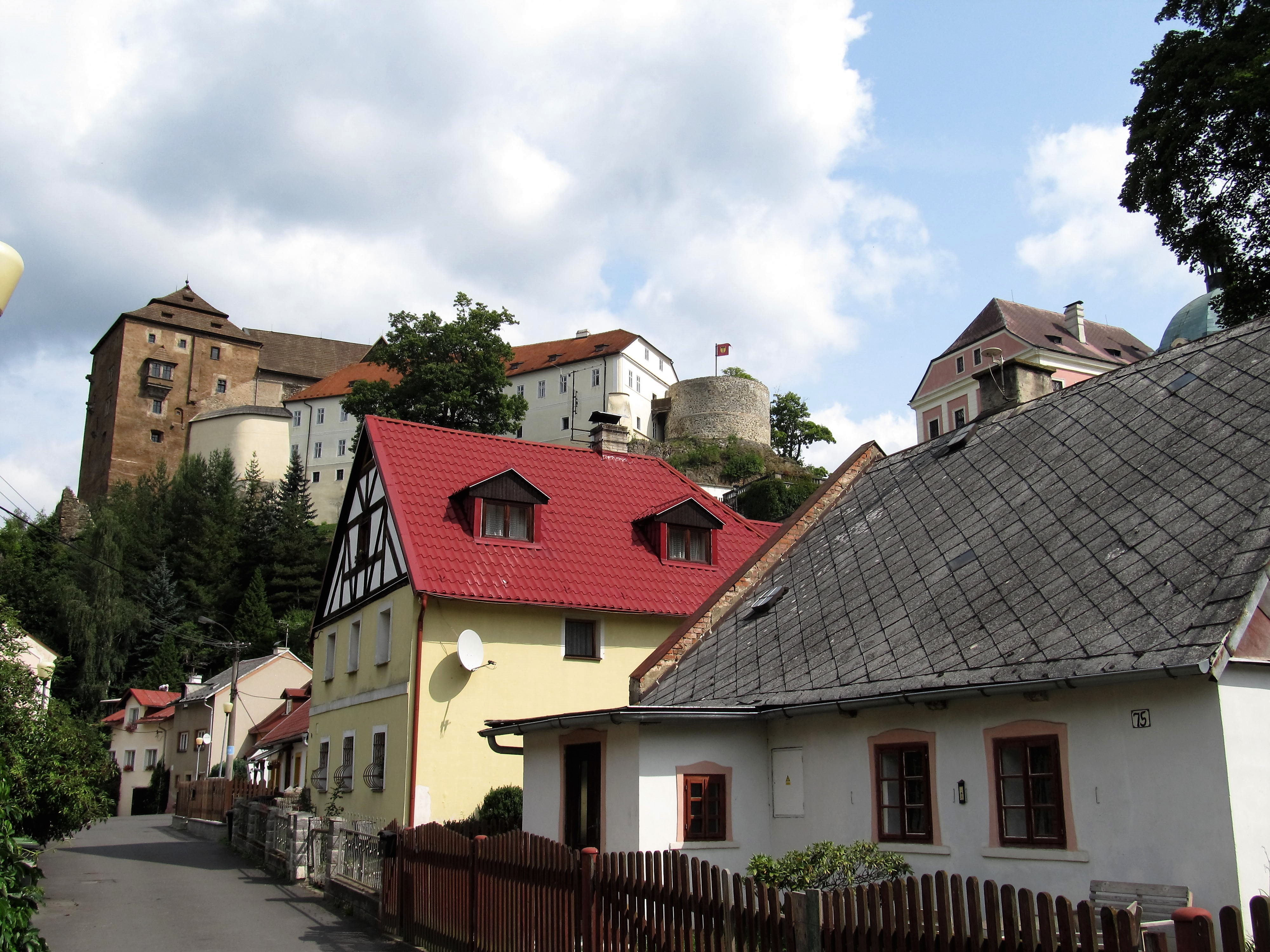
Hrad a zámek z Úzké ulice